# Liste des prix de l'Académie royale de Belgique
Les prix décernés par l'Académie royale des sciences, des lettres et des beaux-arts de Belgique sont les suivants :  

## Classe des sciences
- Prix Julien et Nora Fautrez-Firlefijn, réservé aux ressortissants de l’Union européenne, ce prix est destiné à récompenser un ou une chercheur.e belge ou étranger pour un ou plusieurs travaux dans le domaine de la biologie, animale ou humaine, à l'exclusion de l'oncologie. Il est octroyé tous les trois ans[1].
- Prix de l’Académie[2] -1995- l’excellence et la notoriété d’une personnalité
- Médaille de l’Académie[3] -1995- médaille d’argent à une personne ou œuvre dont elle veut reconnaître les mérites
- Prix Professeur Louis Baes[4] -1960- élasticité, plasticité, résistance des matériaux, stabilité des constructions, calcul des organes des machines
- Prix Jean Lebrun -1986- ce prix d'excellence est décerné tous les trois ans afin de récompenser des travaux dans le domaine de l'écologie et de la biogéographie - 1 500 €
- Prix de la Belgica[5] -1901- l’Antarctique
- Prix Albert Brachet[6] -1932- embryologie
- Prix Henri Buttgenbach[6] -1945- minéralogie, pétrographie ou paléontologie - 1 000 €
- Prix Eugène-Catalan[5] -1964- sciences mathématiques pures
- Prix de Boelpaepe[4] -1926- photographie et aux autres formes d’imagerie - 1 500 €
- Prix Théophile de Donder[6] -1958- physique mathématique
- Prix de la Fondation Jean-Marie Delwart (en)[4] -1993- communication chimique
- Prix Agathon de Potter[6] -1919- astronomie, mathématiques, physique, chimie, sciences minérales, biologie animale et végétale
- Prix François Deruyts[7] -1902- géométrie
- Prix Jacques Deruyts (en)[7] -1948- analyse mathématique
- Prix Edmond de Selys Longchamps[5] -1901- faune belge actuelle ou fossile
- Prix Dubois-Debauque[7] -1950- électrophysiologie
- Prix Léo Errera[6] -1906- biologie générale
- Prix Paul Fourmarier[6] -1937- sciences géologiques
- Fonds Léon et Henri Fredericq[8] -1969- physiologie ou sciences apparentées - 2 000 €
- Prix Théophile Gluge[4] -1902- physiologie - 1 000 €
- Prix Charles Lagrange[7] -1901- modélisation du système Terre
- Prix Lamarck[5] -1913- morphologie zoologique - 1 000 €
- Prix Émile Laurent[7] -1907- végétation de l’Afrique tropicale ou botanique
- Prix Suzanne Leclercq[6] -2000- paléontologie végétale - 2 000 €
- Prix de l’adjudant Hubert Lefebvre[6] -1923- botanique
- Prix Charles Lemaire[4] -1891- l’art et la science de l’ingénieur
- Prix Édouard Mailly[7] -1892- astronomie
- Prix Louis Melsens[7] -1900- chimie appliquée ou à la physique appliquée
- Prix baron Nicolet[4] -1998- aéronomie
- Prix Auguste Sacré[9] -1904- applications industrielles de la mécanique
- Prix Joseph Schepkens[6] -1922- génétique des végétaux - 1 000 €
- Prix Paul et Marie Stroobant[4] -1950- astronomie observationnelle ou théorique - 1 000 €
- Prix Frédéric Swarts[4] -1938- chimie pure ou industrielle
- Prix Pol et Christiane Swings[7] -1977- astrophysique - 1 200 €
- Prix Pierre-Joseph et Édouard van Beneden[6] -1913- d’embryologie ou cytologie
- Prix Georges Vanderlinden[7] -1958- sciences physiques (propagation des ondes électromagnétiques) - 1 200 €
- Prix baron van Ertborn[4] -1922- géologie
- Prix Adolphe Wetrems[8] -1926- progrès scientifique significatif et récent - 2 x 1 000 €

## Classe des lettres
- Prix de l’Académie[2] -1995- l’excellence et la notoriété d’une personnalité
- Médaille de l’Académie[3] -1995- médaille d’argent à une personne ou une œuvre dont elle veut reconnaître les mérites
- Prix Claude Backvis[6] -1999- histoire culturelle (des lettres) d’une ou de plusieurs nations européennes ayant eu le latin comme langue de culture
- Prix Anton Bergmann[5] -1875- histoire ou monographie d’une ville ou commune flamande de Belgique
- Prix Adelson Castiau[5] -1902- promotion du progrès social
- Prix Franz Cumont[6] -1937- histoire des religions ou des sciences dans l’antiquité - 2 000 €
- Prix Joseph De Keyn[4] -1880- instruction et éducation laïques - 3 500 €
- Prix Émile de Laveleye[9] - 1895- progrès importants à l’économie politique et à la science sociale
- Prix Polydore Deaepe[5] -1907- philosophie spiritualiste fondée sur la raison pure ou sur l’expérience
- Prix baron de Saint-Genois[5] -1867- histoire ou littérature (en néerlandais)
- Prix baron de Stassart[9] -1851- notice sur un Belge célèbre
- Prix de Stassart[9] -1859- histoire de Belgique
- Prix Ernest Discailles[5] -1907- histoire de la littérature française[10] ou contemporaine[10]
- Prix Prix Duculot[5] -1965- philosophie
- Prix Charles Duvivier[5] -1905- histoire du droit belge ou étranger ou des institutions politiques, judiciaires ou administratives de la Belgique
- Prix Joseph Gantrelle[5] -1890- philologie classique
- Prix Eugène Goblet d'Alviella[5] -1926- histoire des religions
- Prix Joseph Houziaux[6] -1994- recherche sur la langue française[10] ou œuvre littéraire en dialecte, soit étude de dialectologie[10] - 1 200 €
- Prix Tobie Jonckheere[5] -1957- sciences de l’éducation
- Prix Roger Lambrechts[6] -2004- philologie, histoire, archéologie des populations étrusques ou italiques
- Prix Eugène Lameere[5] -1902- l’Histoire à l’usage des écoles primaires, moyennes et normales
- Prix Henri Lavachery[5] -1961- ethnologie
- Prix Léon Leclère[5] -1928- histoire de la Belgique ou histoire générale
- Prix Arthur Merghelynck[8] -1995- généalogie et histoire des familles
- Prix de Psychologie[6] -1961- thèse doctorale de psychologie scientifique
- Prix Herman Schoolmeesters[5] -1943- promotion des PME
- Prix Jean Stengers[6] -2004- l’histoire au sens large
- Prix Suzanne Tassier[6] -1956- travail scientifique d’histoire, de philologie, de droit ou de sciences sociales
- Prix Auguste Teirlinck[5] -1907- littérature néerlandaise (en français)
- Prix Victor Tourneur[11] -1954- études numismatiques ou sigillographiques[10] - 1 200 €

## Classe des beaux-arts
- Prix de l’Académie[2] -1995- l’excellence et la notoriété d’une personnalité
- Médaille de l’Académie[3] -1995- médaille d’argent à une personne ou une œuvre dont elle veut reconnaître les mérites
- Prix Ernest Acker[6] -1922- projet présenté à l’Académie par un jeune architecte
- Prix Jos Albert[8] -1981- Jos Albert, artiste plasticien de tendance figurative - 2 000 €
- Prix Paul Artôt[4] -1958- peintre, auteur d’une fresque ou œuvre évoquant la figure humaine - 3 000 €
- Prix Paul Bonduelle[6] -1956- grande composition architecturale
- Prix Gustave Camus[4] -1990- peintre plasticien de tendance figurative - 2 750 €
- Prix Pierre Carsoel[5] -1940- œuvre architecturale la plus réussie au point de vue artistique et technique - 3 000 €
- Prix Charles Caty[6] -1953- artiste issu de l’Académie des Beaux-Arts de Mons
- Prix Arthur De Greef[4] -1989- œuvre conçue pour piano seul
- Prix Louise De Hem[4] -1926- artiste plasticien avec œuvres révélant un engagement artistique
- Prix Georges De Hens[6] -2002- architecture
- Prix Jean de Ligne[4] -2005- étude contribuant à l’évolution du problème urbain - 2 000 €
- Prix Emma du Cayla-Martin[4] -1991- peintre qui n’a pas encore été couronné par l’Académie - 2 000 €
- Prix Irène Fuerison[4] -1933- œuvre inédite de composition musicale - 2 000 €
- Prix Marcel Hastir[4] -1998- œuvre de 12 à 20 minutes destinée au quatuor à cordes
- Prix Marcel Hastir[4] -2004- portrait peint ou portrait sculpté - 1 200 €
- Prix baron Horta[5] -1948- œuvre d’architecture achevée ou déjà étudiée en projet
- Prix René Janssens[6] -1943- genres du portrait ou de la peinture d’intérieur
- Prix Jacques Lavalleye-Coppens[7] -1976- archéologie ou histoire de l’art des anciens Pays-Bas méridionaux[10] ou restauration[10]
- Prix Joseph-Edmond Marchal[5] -1918- travail sur les antiquités ou l’archéologie nationales
- Prix Arthur Merghelynck[8] -1995- ouvrage d’Histoire de l’Art en Belgique[10] - 2 000 €
- Prix Constant Montald[6] -1944- peinture murale, vitrail, tapisserie - 1 200 €
- Prix Jules Raeymaekers[6] -1981- activité artistique se servant en ordre principal de la couleur comme moyen d’expression
- Prix Égide Rombaux[6] -1943- sculpteur de 25 à 45 ans
- Prix Émile Sacré[9] -1909- œuvre plastique particulièrement remarquable, exécutée et exposée publiquement
- Prix Victor Tourneur[11] -1958- art de la médaille[10]
- Prix Laure et Julien Vanhove-Vonnêche[8] -2005- restauration architecturale
- Prix Laure Verijdt[6],[5] -2004- céramique de création et céramique utilitaire
- Prix André Willequet[4] -2005- sculpteur de moins de 40 ans (bois, pierre, terre ou métal) - 2 000 €